# Raisa Gorbatsjova
Raisa Maksimovna Gorbatsjova (Russisch:  Раи́са Макси́мовна Горбачёва), meisjesnaam: Titarenko (Russisch: Титаренко) (Roebtsovsk, 5 januari 1932 – Münster, 20 september 1999) was sinds 1953 de echtgenote van de voormalige Sovjetleider Michail Gorbatsjov. Ze overleed op 20 september 1999, op 67-jarige leeftijd, aan leukemie.
Zij richtte een stichting op ter bestrijding van leukemie bij kinderen. Haar echtgenoot nam in 2009 een CD op met romantische ballades (Liederen voor Raisa), waarvan de opbrengst voor deze stichting bestemd was.

## Galerij

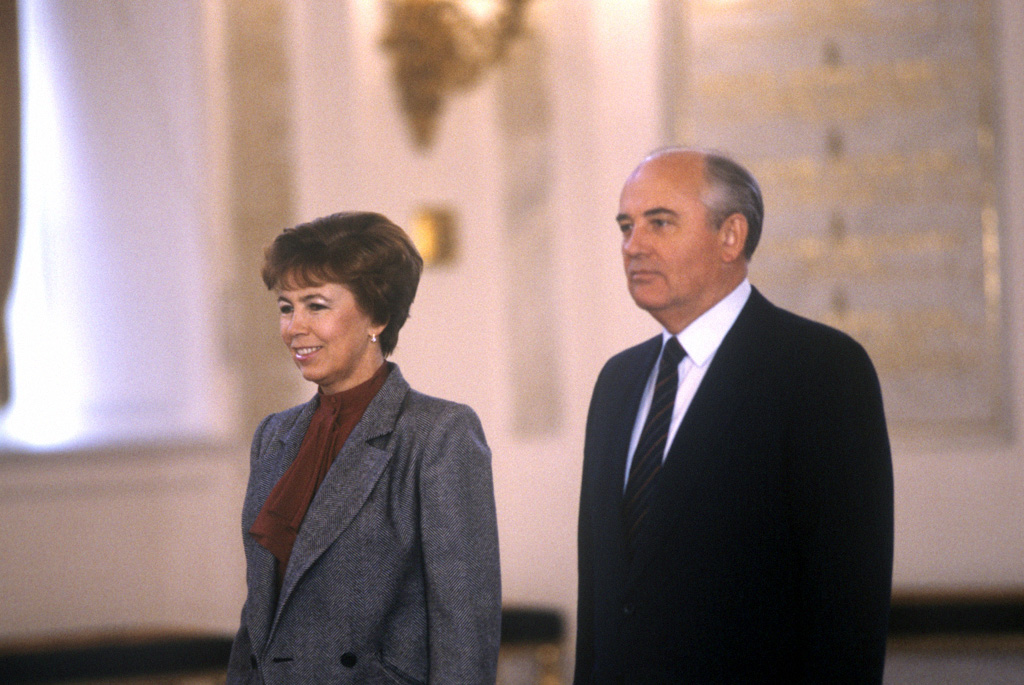
Raisa en Michail Gorbatsjov in 1987
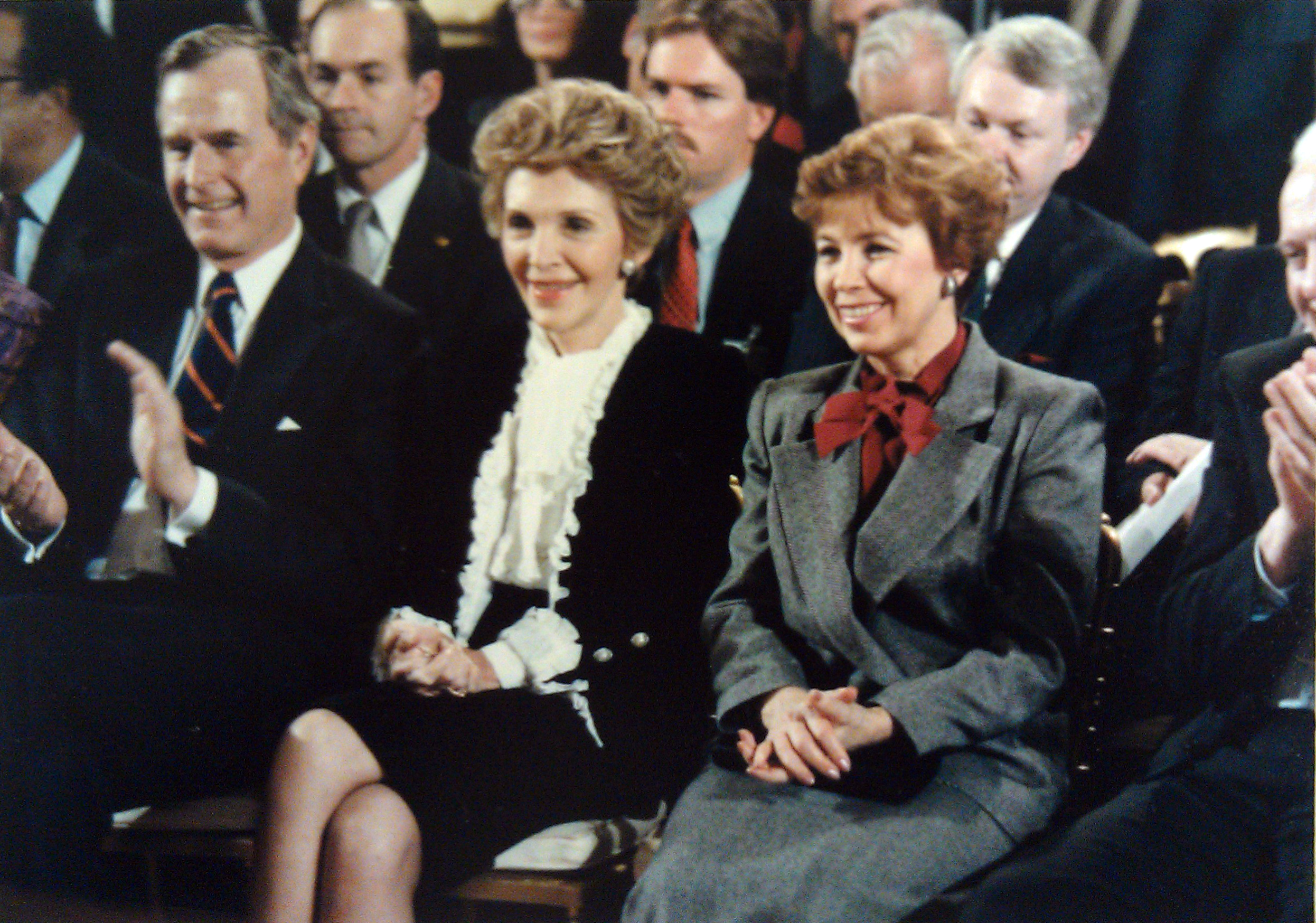
Raisa Gorbatsjova met Nancy Reagan
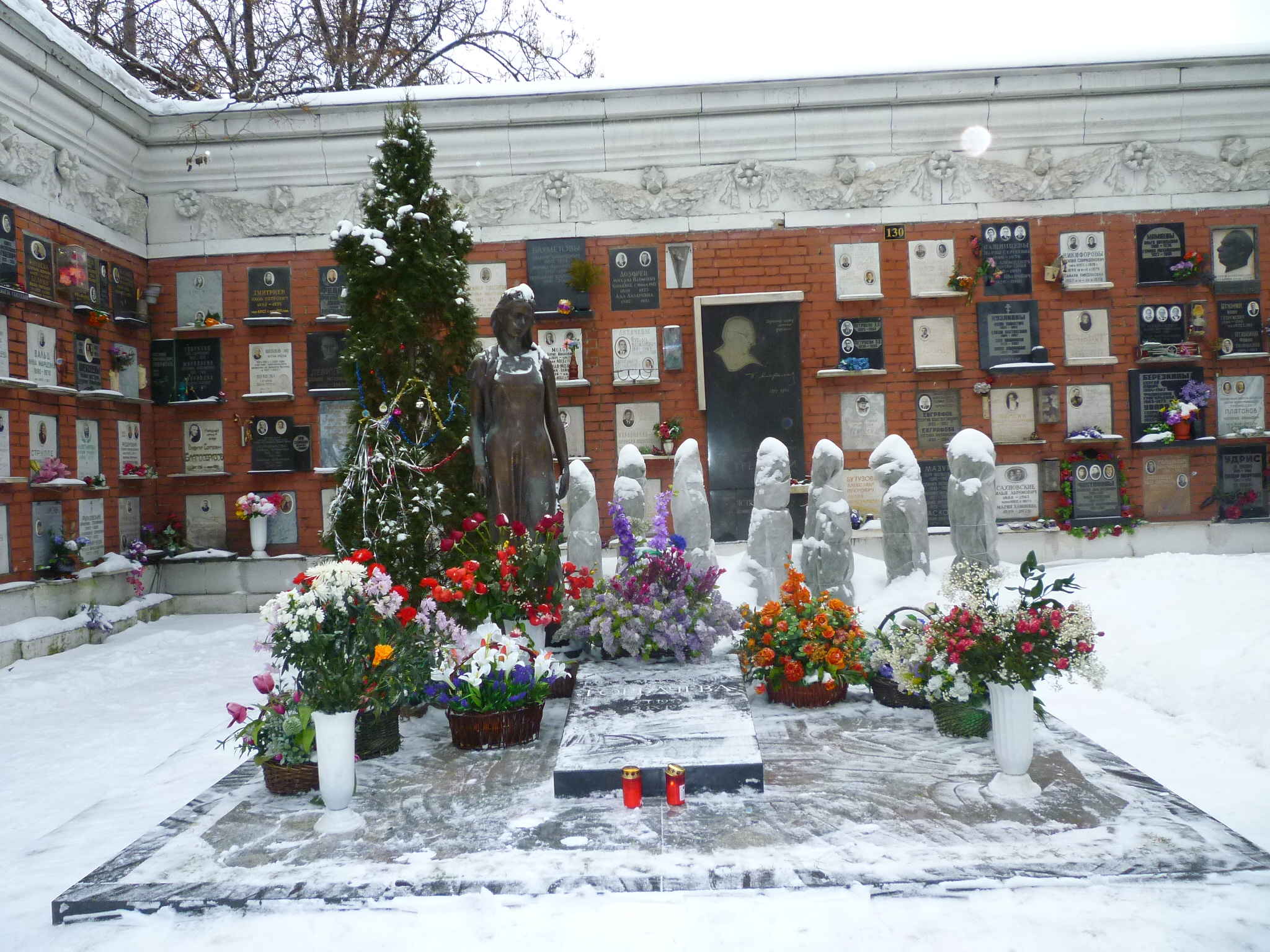
Graf van Raisa Gorbatsjova in Moskou

- Bibsys: 90560773
- Biblioteca Nacional de España: XX955790
- Bibliothèque nationale de France: cb12236419c (data)
- CiNii: DA06507832
- Gemeinsame Normdatei: 118938622
- International Standard Name Identifier: 0000 0003 6856 1501
- Library of Congress Control Number: n87147251
- Nationale Bibliotheek van Letland: 000225995
- Bibliotheek van het Japanse parlement: 00467348
- Nationale Bibliotheek van Tsjechië: jn20000602087
- Nationale bibliotheek van Australië: 36032050
- Nationale Bibliotheek van Israël: 987007333060505171
- Nationale Bibliotheek van Polen: a0000002005372
- Nederlandse Thesaurus van Auteursnamen: 075196522
- Réseau des bibliothèques de Suisse occidentale: 02-A000073334
- Istituto Centrale per il Catalogo Unico: CFIV107156
- Système universitaire de documentation: 031077145
- Trove: 1193959
- Virtual International Authority File: 112513629
- WorldCat: E39PBJbRhdCVHhQ79vMGDWTJXd